# Zelimchan Umijew
Zelimchan Umijew ros.  Зелимхан Умиев (ur. 1 stycznia 1982) – rosyjski zawodnik mieszanych sztuk walk wagi ciężkiej. Pierwszy mistrz wagi ciężkiej ACB w latach 2014-2016. 

## Osiągnięcia

### Mieszane sztuki walki
- 2014-2016: Mistrz ACB w wadze ciężkiej